# Claudio Mandonico
Claudio Mandonico (Nave, 1957) is een Italiaans componist, muziekpedagoog, dirigent, saxofonist, pianist en kornettist.

## Levensloop
Mandonico groeide muzikaal op bij Giovanni Ligasacchi aan de muziekschool "Gioietta Paoli Padova" in Brescia, waar hij verschillende muziekinstrumenten (saxofoon, dwarsfluit, kornet, piano en contrabas) leerde te bespelen. Hij was lid van de Associazione Filarmonica "Isidoro Capitanio" Banda cittadina di Brescia en is anno 2012 ook hun muzikaal adviseur. Hij studeerde af in compositie aan het Conservatorio "Luca Marenzio" in Brescia bij Giancarlo Facchinetti in 1986.
Hij is dirigent van diverse banda's in de provincie Brescia zoals de Associazione Filarmonica "Conca d'Oro" Vallesabbia en het Corpo Bandistico Musicale “Ottorino Respighi" di Tavernole. Sinds 1985 is hij dirigent van het Tokkelorkest in Brescia (Orchestra di mandolini e chitarre Città di Brescia), waarmee hij deelgenomen heeft aan diverse nationale en internationale festivals, onder anderen in het Teatro San Carlo in Napels. Hij nam deel aan verschillende cursussen in oude muziek in Urbino, in Den Haag en Genève.
Als kornettist maakt hij deel uit van de groep "Paride e Bernado Dusi" in Brescia. Als saxofonist en pianist speelt hij in de "East Side Big Band". Verder is hij betrokken bij andere belangrijke muzikale evenementen zoals de Biënnale van Venetië, de "Settembre Musica" in Turijn alsook bij de "Schwetzinger Musikfestspiele".
Hij is docent voor HaFa-directie, analyse en instrumentatie aan verschillende muziekscholen en bij regionale en nationale federaties voor harmonieorkesten.
Naast een aantal bewerkingen van klassieke muziek voor banda zoals Quattro versioni originali della "Ritirata Notturna di Madrid" di Luigi Boccherini" van Luciano Berio schreef hij als componist eigen werken voor orkest, harmonieorkest, tokkelorkest en kamermuziek.

## Composities

### Werken voor banda (harmonieorkest) of brassband
- 1982 T.R.B. Boggie
- 1983 Concert, voor trompet en harmonieorkest
- 1983 Geminus, symfonisch gedicht
- 1983 Stelle - Suite antica
  1. Entrata
  2. Aria
  3. Recitativo
  4. Ciaccona
  5. Fuga
- 1985 Omaggio a Franco Margola
- 1985 Omaggio a Gustav Holst
- 1986 Quattro canzoni bergamasche
- 1988 Improvviso 12
- 1989 Frammento
- 1995 In ricordo - gecomponeerd ter gelegenheid van de 50e verjaardag van de bevrijding
- 1998 Ricercare - su di un tema di Giovanni Legrenzi
- 1999 Divertimento - su "Una furtiva lagrima" van Gaetano Donizetti
- 2002 Cinque variazioni su un canto infantile - concertino, voor mandoline (solo), tokkelorkest en harmonieorkest
- Adeste Fideles[2]
- Canzoni mediterranee, voor jeugdharmonieorkest
- Corale e marcia[3]
- Elegia, voor brassband
- Fantasia bulgara, Suite
- Jazz Waltz - Lavori in corso
- Medieval Suite - Musica di cerimonia - Music for Play
  1. Entrata
  2. Canzone
  3. Ritmico
- Rasen March, mars
- Scherzo per banda

### Werken voor Big band
- 1989 Raster

### Werken voor tokkelorkest
- 2001 Calace Rag[4]
- Ceciliana - variazioni su un tema di Max Roach[5]
- Esortazione e Danza, concert voor gitaar en tokkelorkest[6]
- Fabulus, concert voor sopraan- of altblokfluit en tokkelorkest
- Fantasia bulgara
- Festa di nozze, fantasia in tre tempi 
  1. Movimento Popolo di Gioia nel
  2. In chiesa
  3. Festa in Famiglia "Wedding Day"
- Improvviso
- Jazz Pop Rock Suite[7][8][9]
- Mando Rag
- Mignon
- Music for play[10]
  1. Entrata
  2. Canzona
  3. Ritmico
- Musica per il Natale
- Ouverture lariana
- Prelude e Fuga[11]
- 1e Suite, voor tokkelorkest
  1. Tango
  2. Barcarola
  3. Particolare Scherzo
  4. Adagio
  5. Danza russa
- Raveliana
- Suite Spagnola[12]
  1. Canta galo, vien o dia
  2. Habanera
  3. Pelota
- That Italian Rag
- Tipertatupeti - Cinque Variazioni su un canto Infantile Italiano
- White Boogie

### Missen en andere kerkmuziek
- 1988 Stabat Mater, voor gemengd koor en harmonieorkest
- 1989 Requiem, voor gemengd koor en harmonieorkest

### Kamermuziek
- Bagatella, voor xylofoon
- Quattro quadri Naif, voor viool, altviool en cello

### Werken voor mandoline(s) en andere instrumenten
- 4e suite, voor mandoline en piano
- 5e suite, voor mandoline en piano
- Blues, voor mandoline (solo)
- Invenzione a due, voor mandoline en mandola
- Pastorale voor 2 mandolines en basso continuo
- Théma e variazoni, voor mandoline en piano
- Trio, voor mandoline, gitaar en harp

### Werken voor gitaar
- Diatima
- Improviso

## Publicaties
- Analisi della partitura "Huntingtower", Ballata per banda di Ottorino Respighi, in: Banda Viva - Pubblicazione della Associazione Bergamasca Bande Musicali (A.B.B.M.) 1993.; riedito in "Brescia Musica", dicembre 1993, pp. 14; febbraio 1994. pp. 21; aprile 1994, pp. 17 col titolo Una battuta di caccia in musica. Una ballata per banda di Ottorino Respighi.
- Analisi dell partitura "Quattro canzoni bergamasche" di Claudio Mandonico, in: Banda Viva - Pubblicazione della Associazione Bergamasca Bande Musicali (A.B.B.M.) 1994.